# بوب تورانس
بوب تورانس (بالإنجليزية: Bob Torrance)‏ هو لاعب كرة قدم بريطاني (وحمل سابقاً جنسية المملكة المتحدة لبريطانيا العظمى وأيرلندا) في مركز الدفاع، ولد في 1888 في المملكة المتحدة، وتوفي في 1918. لعب مع برادفورد سيتي وKirkintilloch Rob Roy F.C. ‏.